# Ola de calor en España en 1994
La ola de calor de 1994, si bien se caracterizó por temperaturas muy altas en toda Europa Occidental, tuvo su mayor incidencia en España, alcanzándose temperaturas extremas durante la última semana de junio y la primera de julio, aunque los registros estuvieron por encima de lo normal durante todo el mes de julio.

## Meteorología
Lo atípico de esta ola de calor fue que se centró en la vertiente mediterránea, donde se alcanzaron las temperaturas más elevadas, si bien los registros superiores a 40 °C fueron también habituales en el interior de Andalucía, Extremadura y Castilla-La Mancha. Las temperaturas superaron los 45 °C en la Región de Murcia y el interior de la Provincia de Alicante y los 40 °C en la costa mediterránea, en Canarias y en buena parte de Aragón, suponiendo en muchos casos el récord histórico en los observatorios de la zona.
| Efemérides de temperatura máxima registradas en verano de 1994 | Efemérides de temperatura máxima registradas en verano de 1994 | Efemérides de temperatura máxima registradas en verano de 1994 | Efemérides de temperatura máxima registradas en verano de 1994 |
| -------------------------------------------------------------- | -------------------------------------------------------------- | -------------------------------------------------------------- | -------------------------------------------------------------- |
| Ciudad                                                         | Observatorio                                                   | Fecha                                                          | Temperatura (ºC)                                               |
| Murcia                                                         | Alfonso X                                                      | 4 de julio de 1994                                             | 47,2                                                           |
| Murcia                                                         | Alcantarilla                                                   | 4 de julio de 1994                                             | 46,1                                                           |
| Murcia                                                         | Guadalupe                                                      | 4 de julio de 1994                                             | 45,7                                                           |
| Melilla                                                        | Melilla                                                        | 6 de julio de 1994                                             | 41,8                                                           |
| Alicante                                                       | Ciudad Jardín                                                  | 4 de julio de 1994                                             | 41,4                                                           |
| Alicante                                                       | Aeropuerto del Altet                                           | 4 de julio de 1994                                             | 41,4                                                           |
| Santa Cruz de Tenerife                                         | Los Rodeos                                                     | 6 de julio de 1994                                             | 41,1                                                           |
| Teruel                                                         | Teruel                                                         | 3 de julio de 1994                                             | 39,0                                                           |
| Teruel                                                         | Calamocha                                                      | 3 de julio de 1994                                             | 38,5                                                           |

| Temperaturas máximas durante la ola de calor del verano de 1994 | Temperaturas máximas durante la ola de calor del verano de 1994 | Temperaturas máximas durante la ola de calor del verano de 1994 | Temperaturas máximas durante la ola de calor del verano de 1994 |
| --------------------------------------------------------------- | --------------------------------------------------------------- | --------------------------------------------------------------- | --------------------------------------------------------------- |
| Ciudad                                                          | Observatorio                                                    | Temperatura (ºC)                                                |                                                                 |
| Murcia                                                          | Alfonso X                                                       | 47,2                                                            |                                                                 |
| Murcia                                                          | Alcantarilla                                                    | 46,1                                                            |                                                                 |
| Murcia                                                          | Guadalupe                                                       | 45,7                                                            |                                                                 |
| Córdoba                                                         | Aeropuerto                                                      | 44,0                                                            |                                                                 |
| Málaga                                                          | Aeropuerto                                                      | 44,0                                                            |                                                                 |
| Sevilla                                                         | Aeropuerto                                                      | 43,9                                                            |                                                                 |
| Zaragoza                                                        | Aeropuerto                                                      | 42,5                                                            |                                                                 |
| Melilla                                                         | Melilla                                                         | 41,8                                                            |                                                                 |
| Alicante                                                        | Ciudad Jardín                                                   | 41,4                                                            |                                                                 |
| Alicante                                                        | Aeropuerto del Altet                                            | 41,4                                                            |                                                                 |
| Huelva                                                          | Ronda Este                                                      | 41,4                                                            |                                                                 |
| Santa Cruz de Tenerife                                          | Los Rodeos                                                      | 41,1                                                            |                                                                 |
| Toledo                                                          | Toledo                                                          | 40,7                                                            |                                                                 |
| Badajoz                                                         | Talavera la Real                                                | 40,6                                                            |                                                                 |
| Albacete                                                        | Los Llanos                                                      | 40,4                                                            |                                                                 |
| Granada                                                         | Aeropuerto                                                      | 40,2                                                            |                                                                 |
| Ciudad Real                                                     | Observatorio                                                    | 40,2                                                            |                                                                 |
| Tortosa                                                         | Tortosa                                                         | 40,0                                                            |                                                                 |
| Huesca                                                          | Monflorite                                                      | 39,6                                                            |                                                                 |
| Almería                                                         | Aeropuerto                                                      | 39,4                                                            |                                                                 |
| Palma de Mallorca                                               | Son Sant Joan                                                   | 39,4                                                            |                                                                 |
| Lérida                                                          | Lérida                                                          | 39,3                                                            |                                                                 |
| Logroño                                                         | Agoncillo                                                       | 39,2                                                            |                                                                 |
| Cáceres                                                         | Observatorio                                                    | 39,0                                                            |                                                                 |
| Teruel                                                          | Teruel                                                          | 39,0                                                            |                                                                 |
| Teruel                                                          | Calamocha                                                       | 38,5                                                            |                                                                 |
| Cuenca                                                          | Observatorio                                                    | 38,0                                                            |                                                                 |
| Madrid                                                          | Retiro                                                          | 38,0                                                            |                                                                 |